# Plan 9 from Outer Space

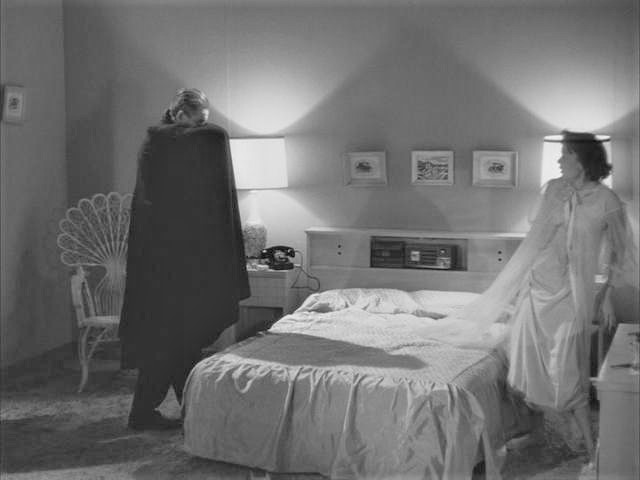
Efter Bela Lugosis död tog en annan skådespelare över hans roll genom att hålla sin cape för ansiktet.

Plan 9 from Outer Space är en amerikansk science fiction-film från 1959 i regi av Ed Wood. Filmen hade biopremiär i USA i juli 1959. Den har blivit en av de mest kända kalkonfilmerna. Den har också blivit utnämnd till 1900-talets sämsta film i Ulf-Ivar Nilssons bok Tusen tabbar.

## Handling
Utomjordingar landar på jorden i syfte att hindra mänskligheten från att spränga hela världsrymden i bitar. Som hjälp tar de de döda, som de återuppväcker ur sina gravar. Titeln syftar på att denna taktik är utomjordingarnas nionde plan efter åtta tidigare misslyckanden. Filmen presenteras och berättas av Criswell, som var en populär siare och Ed Woods vän.

## Om filmen
Filmen är den sista filmen som Bela Lugosi medverkar i. Filmen gjordes dock efter hans död; de scener Lugosi medverkar i filmades under en dag utan manus och Wood skrev sedan manuset efter Lugosis död. De övriga scenerna med Lugosis karaktär spelades av Tom Mason, Ed Woods flickväns kiropraktor, som håller sin slängkappa framför ansiktet i ett försök att dölja att han inte är Lugosi.
Titeln var från början Grave Robbers From Outer Space, men den baptistförsamling som finansierade filmen motsatte sig titeln. För att få finansiering från församlingen gick Wood, Tor Johnson (svensk tungviktsbrottare) och andra från filmteamet med på att bli döpta.

## Rollista i urval
- Gregory Walcott – Jeff Trent
- Mona McKinnon – Paula Trent
- Duke Moore - John Harper
- Tom Keene – Tom Edwards
- Carl Anthony – Patrolman Larry
- Paul Marco	– Patrolman Kelton
- Tor Johnson Þ Insp. Dan Clay
- Dudley Manlove - Eros
- Joanna Lee – Tanna
- John Breckinridge – The Ruler
- Lyle Talbot – General Roberts
- David De Mering – Danny
- Norma McCarty – Edith
- Bill Ash – kapten
- Rev. Lynn Lemon – präst på Clays begravning
- Ben Frommer och Gloria Dea – sörjande
- Conrad Brooks – Patrolman Jamie
- Maila Nurmi (Vampira) – Zombiekvinna
- Bela Lugosi – gammal man/Ghoul man
- Criswell – sig själv/berättare

### Fotnoter
1. ↑  Andreas Degerhammar (20 februari 2008). ”Världens sämsta filmregissör”. Smålandsposten. http://www.smp.se/dvd-och-vod/varldens-samsta-filmregissor/. Läst 30 april 2016.
2. ↑  ”Plan 9 From Outer Space” (på engelska). Box Office Mojo. juli 1959. http://www.boxofficemojo.com/movies/?id=plan9fromouterspace.htm. Läst 28 augusti 2016.
3. ↑  Grey, Rudolph (1992). Nightmare of Ecstacy. The Life and Art of Edward D. Wood, Jr. Portland : Feral House. ISBN